# 瓜拉普阿瓦
瓜拉普阿瓦（葡萄牙语：‎）是巴西巴拉那州的一座城市。

## 友好城市
- 德国拉施塔特